# 拉尔法斯德尔皮
拉尔法斯德尔皮，是西班牙巴伦西亚自治区阿利坎特省的一个市镇。总面积19km2，总人口11103人（2001年），人口密度584人/km2。